# Delta Pictures
Delta Pictures a fost fondată în 2004 în Biella Astăzi Delta Pictures colectează titlurile Sony Pictures Home Entertainment pe DVD. 